# Phaneropteroides longicercatus
Phaneropteroides longicercatus är en insektsart som beskrevs av Piza Jr. 1971. Phaneropteroides longicercatus ingår i släktet Phaneropteroides och familjen vårtbitare. Inga underarter finns listade i Catalogue of Life.